# Perutnina Ptuj (Radsportteam)
Perutnina Ptuj ist ein ehemaliges slowenisches Radsportteam.
Die Mannschaft wurde 1997 unter dem Namen KRKA-Telekom Slovenije gegründet. 2002 fuhr sie unter dem Namen Perutnina Ptuj-KRKA Telekom. 2003 wurde das slowenische Unternehmen Perutnina Ptuj alleiniger Hauptsponsor. Die Mannschaft besaß von 2005 bis 2008 und wieder 2011 den Status eines Continental Teams. Sie nahm hauptsächlich an Rennen der UCI Europe Tour teil. Manager war Rene Glavnik und als Sportliche Leiter standen ihm Samo Glavnik und Marjan Kelner zur Seite.

## Saison 2011

### Erfolge in der UCI Asia Tour
In den Rennen der Saison 2011 der UCI Asia Tour gelangen die nachstehenden Erfolge.
| Datum         | Rennen                             | Kat. | Fahrer         |
| ------------- | ---------------------------------- | ---- | -------------- |
| 4. Juli       | 3. Etappe Tour of Qinghai Lake     | 2.HC | Gregor Gazvoda |
| 1.–10. Juli   | Gesamtwertung Tour of Qinghai Lake | 2.HC | Gregor Gazvoda |
| 18. September | 8. Etappe Tour of China            | 2.1  | Matej Mugerli  |

### Erfolge in der UCI Europe Tour
In den Rennen der Saison 2011 der UCI Europe Tour gelangen die nachstehenden Erfolge.
| Datum        | Rennen                                       | Kat. | Fahrer         |
| ------------ | -------------------------------------------- | ---- | -------------- |
| 17. März     | Prolog Istrian Spring Trophy                 | 2.2  | Robert Vrečer  |
| 19. März     | 2. Etappe Istrian Spring Trophy              | 2.2  | Robert Vrečer  |
| 17.–20. März | Gesamtwertung Istrian Spring Trophy          | 2.2  | Robert Vrečer  |
| 7. Mai       | 2. Etappe Szlakiem Grodów Piastowskich (EZF) | 2.1  | Robert Vrečer  |
| 5.–8. Mai    | Gesamtwertung Szlakiem Grodów Piastowskich   | 2.1  | Robert Vrečer  |
| 16. Juni     | Prolog Slowenien-Rundfahrt (EZF)             | 2.1  | Robert Vrečer  |
| 2. September | Tour of Vojvodina I part                     | 1.2  | Gregor Gazvoda |

### Mannschaft
| Name              | Geburtstag        | Nationalität | Team 2010               | Team 2012                |
| ----------------- | ----------------- | ------------ | ----------------------- | ------------------------ |
| Dejan Bajt        | 28. Oktober 1987  | Slowenien    | Sava (2009)             |                          |
| Tomaž Bauman      | 5. November 1990  | Slowenien    | Neoprofi                |                          |
| Gregor Gazvoda    | 15. Oktober 1981  | Slowenien    | ARBÖ KTM-Gebrüder Weiss | AG2R La Mondiale         |
| Jure Golčer       | 12. Juli 1977     | Slowenien    | De Rosa-Stac Plastic    | Tirol Cycling Team       |
| Matej Marin       | 2. Juli 1980      | Slowenien    | Perutnina Ptuj          | RC ARBÖ Gourmetfein Wels |
| Matej Mugerli     | 17. Juni 1981     | Slowenien    | Perutnina Ptuj          | Adria Mobil              |
| Amadej Petelinsek | 16. Oktober 1992  | Slowenien    | Neoprofi                |                          |
| Luka Rakuša       | 1. Mai 1985       | Slowenien    | Obrazi Delo Revije      |                          |
| Boštjan Rezman    | 12. Dezember 1980 | Slowenien    | Zheroquadro Radenska    | Loborika Favorit Team    |
| Ziga Slak         | 5. März 1991      | Slowenien    | Neoprofi                |                          |
| Alen Tement       | 21. Dezember 1990 | Slowenien    | Neoprofi                |                          |
| Niko Vogrinec     | 19. Oktober 1990  | Slowenien    | Neoprofi                |                          |
| Robert Vrečer     | 8. Oktober 1980   | Slowenien    | Perutnina Ptuj          | Team Vorarlberg          |

### Platzierungen in UCI-Ranglisten
UCI Asia Tour 2011
|     | Fahrer         | Punkte |
| --- | -------------- | ------ |
| 6.  | Gregor Gazvoda | 183    |
| 33. | Matej Mugerli  | 84     |

UCI Europe Tour 2011
|       | Fahrer         | Punkte |
| ----- | -------------- | ------ |
| 20.   | Robert Vrečer  | 293    |
| 168.  | Gregor Gazvoda | 91     |
| 309.  | Matej Marin    | 50     |
| 668.  | Matej Mugerli  | 16     |
| 868.  | Jure Golčer    | 9      |
| 1139. | Boštjan Rezman | 3      |

## Platzierungen in UCI-Ranglisten
UCI Africa Tour
| Saison | Mannschaftswertung | Fahrerwertung |
| ------ | ------------------ | ------------- |
| 2007   | 16.                |               |
| 2008   |                    |               |
| 2011   | -                  | -             |

UCI America Tour
| Saison | Mannschaftswertung | Fahrerwertung |
| ------ | ------------------ | ------------- |
| 2006   | 10.                |               |
| 2007   |                    |               |
| 2008   |                    |               |
| 2011   | -                  | -             |

UCI Asia Tour
| Saison | Mannschaftswertung | Fahrerwertung       |
| ------ | ------------------ | ------------------- |
| 2008   | 11.                |                     |
| 2011   | 9.                 | Gregor Gazvoda (6.) |

UCI Europe Tour
| Saison | Mannschaftswertung | Fahrerwertung         |
| ------ | ------------------ | --------------------- |
| 2006   | 7.                 |                       |
| 2007   | 10.                | Radoslav Rogina (12.) |
| 2008   | 5.                 |                       |
| 2011   | 31.                | Robert Vrečer (20.)   |

## Ehemalige Fahrer
- Manuele Mori (2002)
- Martin Hvastija (2005)
- Borut Božič (2004–2006)
- Jure Golčer (2002; 2006)
- Gregor Gazvoda (2004–2008; 2011-)
- Jure Kocjan (2008)
- Kristijan Koren (2008)